# Bullgraben
Der Bullgraben ist ein Meliorationsgraben und Zufluss des Tornower Sees auf der Gemarkung der Stadt Teupitz im Landkreis Dahme-Spreewald in Brandenburg. Der Graben beginnt in einem Waldgebiet südöstlich des Teupitzer Ortsteils Tornow. Er fließt auf einer Länge von rund einem Kilometer vorzugsweise in nordnordwestlicher Richtung in das Siedlungsgebiet und nimmt dabei Wasser aus zwei weiteren Strängen auf. Im Siedlungsgebiet fließt von Osten kommend ein weiterer Strang zu. Der Graben entwässert nördlich von Tornow in den Tornower See, der als Teil der Teupitzer Gewässer schließlich in die Dahme fließt.